# Apparatschik

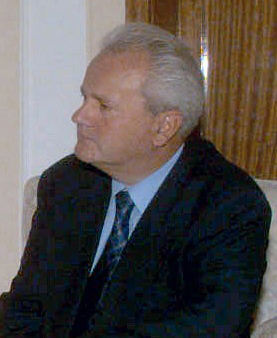
Slobodan Milošević wird oft als „Apparatschik“ charakterisiert.

Apparatschik (russisch аппара́тчик, in etwa „Person des Apparats“) ist ein aus dem Russischen stammendes Lehnwort für einen bestimmten Typus eines Funktionärs oder Bürokraten. Nach Pierre Bourdieu ist der Apparatschik vor allem dadurch gekennzeichnet, dass sein zentrales oder gar einziges soziales Bezugssystem der organisatorische Apparat ist, dem er seine gesellschaftliche Stellung verdankt.
Ursprünglich bezog sich der meist abwertend verwendete Begriff auf die realsozialistischen Staaten und ihre Parteiapparate, insbesondere den der KPdSU, später wurde das Konzept aber auch auf andere Staats- und Organisationsformen übertragen. Apparatschik wurde ein Lehnwort in zahlreichen Sprachen, für das Englische ist beispielsweise der Gebrauch seit 1941 belegt. Begriffsähnlich ist das Konzept des „Funktionärs“, das jedoch oft auch neutral im Sinne des Ausfüllens einer Funktion für eine gesellschaftliche Gruppe verwendet wird. Ein weiterer verwandter, allerdings noch negativer besetzter Begriff ist der „Bonze“ – ein Apparatschik wird zum Bonzen durch willkürlich erteilte Privilegien und willentlichen Machtmissbrauch.
Der Begriff Apparatschik wurde im Kontext des russischen Staatsapparates teilweise durch die Bezeichnung Silowiki abgelöst.

## Geschichte
Der Begriff wurde im Kontext der Sowjetunion geprägt, wo Apparatschiki in den Jahren nach der Russischen Revolution zunehmend die neuen Machtpositionen besetzten. Bereits 1922 konnte man von etwa 15.000 Apparatschiki, was etwa 4 % der Parteimitglieder entsprach, ausgehen. In den 1960er Jahren konnten geschätzte 100.000 bis 200.000 Personen den Apparatschiki der Parteibürokratie der KPdSU und der mit ihr verbundenen Organisationen zugerechnet werden. Apparatschiksysteme blieben dabei nicht auf die Staaten des Warschauer Pakts beschränkt, sondern diffundierten auch in andere autoritäre Systeme, sodass für die Volksrepublik China beispielsweise bereits Anfang der 1960er Jahre die vollständige Entwicklung eines Apparatschiksystems konstatiert wurde.
Obwohl Apparatschiks in den realsozialistischen Staaten durchgängig verschiedene Spielarten marxistischer Ideologien vertraten, stellten sie nach der Transformation dieser Staaten doch schnell die Organisationseliten in nationalistischen Parteien.

## Theorieansätze

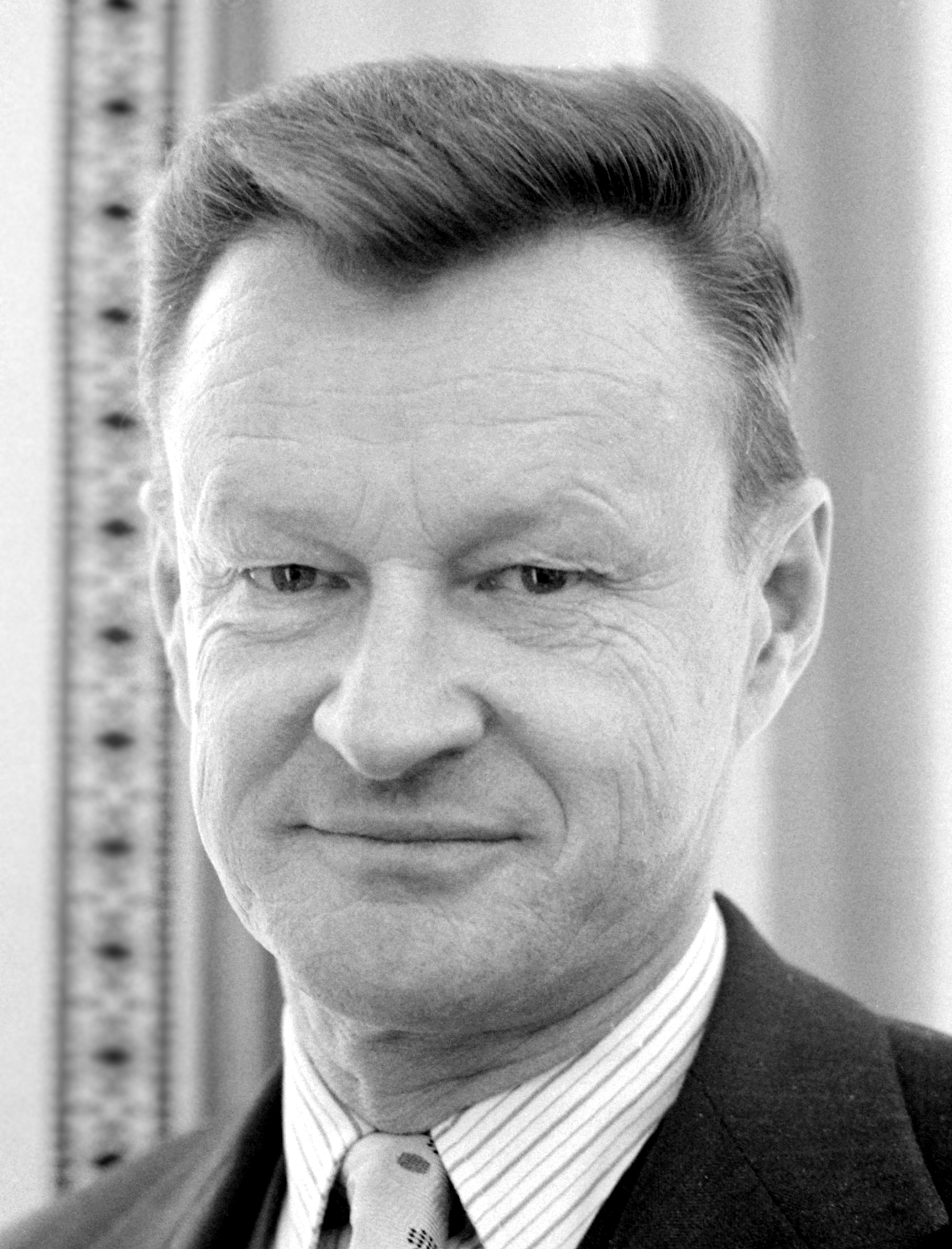
Zbigniew Brzeziński – zusammen mit Samuel P. Huntington – einer der Pioniere der Forschung über Apparatschiks

Aufgrund der negativen Valenz des Apparatschikbegriffs sind theoretische Abhandlungen über seinen Bedeutungsgehalt eher selten. Ebenfalls rar sind Abhandlungen über die Ontogenese von Apparatschiki. Einen ersten Versuch unternahmen 1963 Zbigniew Brzeziński und Samuel P. Huntington, die dem Berufsfunktionär des sowjetischen Apparatschik den amerikanischen „Cincinnatus“ gegenüberstellten. Charakteristisch sei dabei für die nach der Russischen Revolution von 1917 stark wachsende Zahl von Apparatschiks, dass sie – wie auch der Cincinnatus – zwar über spezielle Kenntnisse in einem Politikgebiet verfügen mögen, jedoch primär Generalisten seien, die zudem geographisch mobil sein müssen, um den Weisungen der Parteielite folgen zu können. Auch werden Apparatschiks oft auch ohne fachliches Training in verschiedenen Themengebieten eingesetzt. Dem stetigen Wechsel der Themengebiete kommt der Habitus des Apparatschiks entgegen, der – anders als der des regelorientierten Technokraten – vor allem befehlsorientiert geprägt ist.
Anders als Parteifunktionäre in westlichen Demokratien, die meist Zweitkarrieren in einer oder mehreren Professionen unterhalten, fehlt dem Apparatschik jegliches zweites berufliches Standbein: Seine Karriere kann er nur innerhalb der Parteibürokratie voranbringen. Zudem wurden in der Sowjetunion und mit ihr verbündeten Staaten Qualifikationen für Parteikarrieren professionell formalisiert und in speziellen Curricula in Parteischulen vergeben.
Apparatschiki bilden in der Regel eine enggestrickte, klar dogmatisch indoktrinierte, professionelle Gemeinschaft, in der es strikte Hierarchien gibt und derer Ziel das Controlling der Staatsgeschäfte ist. In der Sowjetunion zeigten sich dabei Hinweise, dass eine technische Ausbildung vorteilhaft sei, um Zugang zu den Kreisen von Apparatschiki zu erhalten. Der stärkste Anreiz für eine Apparatschikkarriere ist dabei der Zuwachs an Macht. Um diesen zu sichern, empfiehlt sich ein Befolgen der Anforderungen von hierarchisch über einem stehenden Apparatschiks und das Antreiben von Untergebenen. Der Erfolg des Apparatschiks wird dabei kaum ökonomisch bewertet, sondern bemisst sich primär an der technischen Umsetzung der ihm erteilten Aufgaben, derer Sinnhaftigkeit er nicht zu hinterfragen hat. Dabei hängt die Karriere des Apparatschiks lediglich von der Bewertung durch seine Vorgesetzten ab; in der Regel erfährt er keinerlei Rückhalt in der breiten Öffentlichkeit, was ihn abermals vom Cincinnatus, dessen größtes Kapital seine Wählerstimmen sind, unterscheidet. Damit einhergehend steigen Apparatschiki eher durch politische Loyalität denn Fachkompetenz auf. Zwar sind sie im Zuge dessen auch in die Parteiideologie miteingebunden, verfolgen aber im Gegensatz zu beispielsweise Berufsrevolutionären wie Leo Trotzki nicht selbst eine stringente Ideologie unabhängig von der im Apparat vorherrschenden.
Diese Eigenschaften haben es Apparatschiki ermöglicht häufig bis zur Spitze bürokratischer Systeme aufzusteigen; archetypischerweise abermals in der Sowjetunion. Prominente Beispiele für solche Karrieren bilden Stalin, Chruschtschow, Walter Ulbricht, Leonid Breschnew und Konstantin Tschernenko.

## Öffentlichkeit
Der Begriff Apparatschik ist über die Verwendung in Massenmedien in den allgemeinen Sprachgebrauch eingedrungen, um eine Person aus einem bürokratisch orientierten System zu kennzeichnen, die sich (zumindest scheinbar) an alle Vorgaben seiner Vorgesetzten hält, sich nach der jeweils aktuellen Linie der Führung richtet und es versteht, sich durch Unterwürfigkeit und vorauseilenden Gehorsam bei seinen Vorgesetzten beliebt und möglichst unentbehrlich zu machen.
Dabei werden dem Begriff weitere negative Eigenschaften zugeschrieben, die im Forschungsdiskurs keine Rolle spielen. So sah Christopher Hitchens beispielsweise doppelmoralische Standards als zentral für die Ethik von Apparatschiks.

## Belege
1. ↑  Bourdieu, Pierre (1997): Der Tote packt den Lebenden, Hamburg: VSA, S. 44 f.
2. ↑  Definition of APPARATCHIK. Abgerufen am 18. März 2022 (englisch).
3. ↑  Brzezinski, Zbigniew & Samuel P. Huntington (1963): „Cincinnatus and the Apparatchik“, World Politics 16(1): 52–78, S. 66.
4. ↑  Fainsod, Merle (1963): How Russia Is Ruled, Cambridge, MA: Harvard University Press, S. 181.
5. ↑  Alex Simirenko: Professionalization of Politics and Tension Management: the Case of the Soviet Union. In: Sociological Quarterly. 15. Jahrgang, Nr. 1, 1974, ISSN 1533-8525, S. 20–31, S. 21, doi:10.1111/j.1533-8525.1974.tb02123.x.
6. ↑  Kirby, Stuart (1960): „Russia’s Largest Satellite“, The China Quarterly 1(1): 12–14, S. 13.
7. ↑  Verdery, Katherine (1996): What was Socialism, and What comes Next?, Princeton, NJ: Princeton University Press, S. 90.
8. ↑  Brzezinski, Zbigniew & Samuel P. Huntington (1963): „Cincinnatus and the Apparatchik“, World Politics 16(1): 52–78, S. 55 f.
9. ↑  Pearson, Raymond (1998): The Rise and Fall of the Soviet Empire, Basingstoke: Macmillan, S. 20.
10. ↑  Jowitt, Kenneth (1975): „Inclusion and Mobilization in European Leninist Regimes“, World Politics 28(1): 69–96, S. 78.
11. ↑  Mills, C. Wright (1956): The Power Elite, New York, NY: Oxford University Press, S. 404.
12. ↑  Brzezinski, Zbigniew & Samuel P. Huntington (1963): „Cincinnatus and the Apparatchik“, World Politics 16(1): 52–78, S. 56.
13. ↑  Brzezinski, Zbigniew & Samuel P. Huntington (1963): „Cincinnatus and the Apparatchik“, World Politics 16(1): 52–78, S. 57–59.
14. ↑  Alex Simirenko: Professionalization of Politics and Tension Management: the Case of the Soviet Union. In: Sociological Quarterly. 15. Jahrgang, Nr. 1, 1974, ISSN 1533-8525, S. 20–31, S. 21 f., doi:10.1111/j.1533-8525.1974.tb02123.x.
15. ↑  Brzezinski, Zbigniew & Samuel P. Huntington (1963): „Cincinnatus and the Apparatchik“, World Politics 16(1): 52–78, S. 61.
16. ↑  Alex Simirenko: Professionalization of Politics and Tension Management: the Case of the Soviet Union. In: Sociological Quarterly. 15. Jahrgang, Nr. 1, 1974, ISSN 1533-8525, S. 20–31, S. 22, doi:10.1111/j.1533-8525.1974.tb02123.x.
17. ↑  Michael P. Gehlen: The Soviet Apparatchiki, in: R. Barry Farrell (Hrsg.) Political Leadership in Eastern Europe and the Soviet Union, 1970, S. 140–156.
18. 1 2  Alex Simirenko: Professionalization of Politics and Tension Management: the Case of the Soviet Union. In: Sociological Quarterly. 15. Jahrgang, Nr. 1, 1974, ISSN 1533-8525, S. 20–31, S. 23, doi:10.1111/j.1533-8525.1974.tb02123.x.
19. ↑  Gregory, Paul R. (1990): Restructuring The Soviet Economic Bureaucracy, Cambridge: Cambridge University Press, S. 71–73.
Gregory, Paul R. (1989): „Soviet Bureaucratic Behaviour: Khozyaistvenniki and Apparatchiki“, Soviet Studies 41(4): S. 511–525.
20. ↑  Yoram Perim (2004): Telepopulism: Media and Politics in Israel, Stanford, CA: Stanford University Press, S. 128.
21. ↑  Lane, David S. & Cameron Ross (1999): The transition from communism to capitalism: Ruling elites from Gorbachev to Yeltsin, New York, NY: St. Martin’s Press, S. 25f.
22. 1 2  Brzezinski, Zbigniew & Samuel P. Huntington (1963): „Cincinnatus and the Apparatchik“, World Politics 16(1): 52–78, S. 61.
23. ↑  Kleßmann, Christoph (1994): „Sozialismus unter Vorbehalt? Die kommunistische Machtübernahme in der SBZ/DDR 1945–1952 im Bild der westdeutschen Publikationen“, S. 135–150, in: Eva Schmidt-Hartmann (Hrsg.): Kommunismus und Osteuropa: Konzepte, Perspektiven und Interpretationen im Wandel, München: Oldenbourg, S. 145.
24. ↑  Hitchens, Christopher (2003): „Thinking Like an Apparatchik“, The Atlantic Monthly 291: 129–142 (online, letzter Zugriff: 16. Dezember 2011).